# Lamia Cross
 (août 2008).
Si vous disposez d'ouvrages ou d'articles de référence ou si vous connaissez des sites web de qualité traitant du thème abordé ici, merci de compléter l'article en donnant les références utiles à sa vérifiabilité et en les liant à la section « Notes et références ».
Lamia Cross est un groupe musical franco-japonais.

## Biographie
En 1996, Lamia et Fabrice décident de former un groupe et enregistrent leur première démo trois ans plus tard. La carrière du duo commence réellement en 2004 sous le nom de Lamia Tenebrae avec l'arrivée de Druid (guitariste) et avec la sortie de leur premier album Inquisition. Le groupe crée son propre style[réf. nécessaire] « Chic Heavy » et son nom devient Lamia Cross.
Leur musique est un mélange de Dance/Métal. Influences de mythologie japonaise/waka (la poésie japonaise) et d’élément Heavy Rock apporté par guitare de Fab, avec de la mélodie entraînante de clavier et de sampler. Lamia mélange les langues dans ses textes (japonais, anglais, français) et parfois chante en japonais d’autrefois.
Repérées sur MySpace en novembre 2005 par Jonathan L (en), le fondateur et animateur de KUPD (en) (radio FM de Phoenix), les chansons de Lamia Cross se retrouvent à l'antenne des ondes américaines durant plus de sept mois[réf. nécessaire].
Avec la sortie de leur double Maxi Single « Chic and Heavy » en 2006, leurs chansons se retrouvent en vente dans les réseaux de distribution numérique[pertinence contestée]. Pour raison familiale Druid cesse son activité[réf. souhaitée], Lamia Cross repart en duo, sort deux singles et participe au Téléthon.
« Merry X'mas to the Streets », chanson qui parle des sans abris, est passé à l'antenne pour la fin d’année sur la radio KUPD[pertinence contestée]. Ce titre ainsi que la chanson en japonais et français « Enkyoli LenAi » sont sortis sur les réseaux de distribution numérique[pertinence contestée].
En mars 2007, le groupe a été sélectionné, par Wild Palms Music, pour se produire lors d'une soirée privée au Réservoir à Paris[pertinence contestée]. En mai 2007, Lamia Cross s’est produit au PARIS ANIME & GAME SHOW (PAG-SHOW), un salon consacré à la culture japonaise, à l’espace Champerret[pertinence contestée].
Depuis juillet 2007, le clip vidéo de la chanson « Hiroshima - ce jour-là - » est mis en ligne sur YouTube et sur MySpace : le musée de la paix de Hiroshima ainsi que Asahi Shinbun (journal japonais) ont donné l'autorisation à Lamia Cross d'utiliser les images dont ils détiennent les droits[réf. souhaitée].
Avec la sortie du second album CD Yamazakura en avril 2008, Lamia Cross est reconnue en tant que l'artiste japonaise vivant en Europe[pas clair], le duo est sollicité pour différents événements autour de la culture japonaise dans la France entière mais aussi en Europe et au Maroc[réf. souhaitée]. Ils ont également joué comme support band pour des groupes japonais tels que Ra:In, Calmando Qual, Anli Pollicino, Loveless.
Fin 2012, Lamia Cross fait une collaboration avec un autre duo franco-japonais : Lutetia, le duo mêlant de la musique classique et rock/métal progressif , composé de Natsumi Hara au violon et de Guillaume Draipe à la guitare. Ensemble, ils sortent le 4e album du duo « Light My Fire » en mai 2013.
En 2016, Ludo, le guitariste qui avait participé à la composition de leurs premiers titres tels que « Inquisition » ou « Hiroshima - ce jour-là » rejoint le groupe.

## Membres du groupe

### Lamia Cross
- Lamia (auteur - compositeur - chanteuse- programmatrice) : Japonaise née à Tokyo, elle vit à Paris depuis 1995. Diplômée à l’Université Gakushuin (Yoko Ono, Hayao Miyazaki, l’empereur Akihito) de formation initiale en économie. Elle parle japonais, français et anglais. Ettante l’icône du J-pop culture à Paris, elle fait apparition dans des chaînes télé J-music/Manga tel que Nolife et Gong. Elle a été également nommée en tant que l’animatrice lors de Manga Party Awards à l’Olympia-Paris.

- Fab (compositeur - guitariste) : enfant rebelle, il rencontre Lamia en août 1993.

ex membre : Druid (guitar) 2004-2006 / 2008-2009

## Discographie

### Albums
- 2004 : Inquisition
- 2008 : Yamazakura
- 2009 : Show Time (mini album)
- 2010 : Evil Geisha Rock
- 2013 : Light My Fire

### Singles
- 2006
  - Chic and Heavy
  - The Children’s World
  - Memory of Rose
  - Merry X’mas to the Steets

- 2007
  - Enkyoli LenAi